# On est ensemble (film, 2020)
Pour plus de détails, voir Fiche technique et Distribution.
On est ensemble est un film-documentaire de Stéphane de Freitas diffusé sur Netflix le 14 juillet 2020.
Il s'agit du premier documentaire unitaire produit par Netflix en France[réf. nécessaire].

## Synopsis
Le film suit le parcours de militants aux quatre coins du monde qui ont été victimes de violences ou de discriminations, parfois au péril de leur vie, et qui ont décidé de faire entendre leur voix.
Tous rencontrent des difficultés pour faire vivre leurs engagements (menaces de morts, isolement, difficultés financières...) et tentent de faire survivre leurs initiatives. 
Ces militants vont croiser la route du collectif de musiciens Lamomali  (Matthieu Chedid, Toumani Diabaté, Fatoumata Diawara, Sidiki Diabaté, Ibrahim Maalouf...), qui vont tenter de les soutenir en les faisant participer à leur projet artistique.

## Distribution

### Militants
- Panmela Castro (Rede Nami, Brésil)
- Mara Kanté (Le Grand Défi, France)
- Malik Diallo (Le Grand Défi, France)
- Broulaye (Association Malienne pour la Protection des Albinos, Mali)
- Afaq Mahmoud dite Fofo (Slameuse, Photographe, États-Unis)
- Tamara Chaolin (Chinois de France, Français de Chine, France et Chine)
- Stéphane de Freitas (Indigo, France)

### Artistes
- Toumani Diabaté (Mali)
- Sidiki Diabaté (Mali)
- Fatoumata Diawara (Mali)
- Matthieu Chedid (France)
- Ibrahim Maalouf (Liban)
- Stéphane de Freitas (France)

## Fiche technique
- Réalisation : Stéphane de Freitas
- Création : Stéphane de Freitas
- Photographie : Jean-Gabriel Leynaud, Thimothée Hilst
- Montage : Cécile Husson
- Musique : Matthieu Chedid
  - additionnelle : Toumani Diabaté, Fatoumata Diawara, Sidiki Diabaté, Ibrahim Maalouf
- Sociétés de production : Netflix, Borsalino, Wagram Films
- Langues originales : français, anglais, portugais, bambara
- Genre : société
- Durée : 86 minutes
- Dates de sortie : 14 juillet 2014

## Production

### Genèse du projet
Stéphane de Freitas a d'abord réalisé le clip de Lamomali Solidarité en 2017, dans lequel il a proposé aux musiciens de se faire remplacer par des militants associatifs. Ce sont ces mêmes militants que l'on retrouve dans le documentaire.

### Tournage
Le film a été tourné dans plusieurs pays (France, États-Unis, Mali, Brésil). 
Des milliers de personnes ont été mobilisées pour le tournage dans les rues de Paris. Pour y parvenir, la production a fait appel à la communauté Indigo, le réseau social d'entraide crée par Stéphane de Freitas.
La production a obtenu l'autorisation du G7 pour filmer le discours d'un des personnages à l'UNESCO, en présence de chefs d'État et du Prix Nobel de la Paix, Malala Yousafzai.

## Bande originale
La bande originale du film a été composée par Matthieu Chedid.
Les morceaux joués en concert sont ceux de la tournée de Lamomali en 2017.